# جبرئیل علی
جبرئیل علی (انگلیسی: Gibreel Ali؛ زادهٔ ۱۹۲۴) تیرانداز اهل سودان بود. وی در بازی‌های المپیک تابستانی ۱۹۶۰ شرکت کرده‌است.